# عبر بيت سيف
عبر بيت سيف قرية وبلدية في منطقة السقيلبية التابعة لمحافظة حماة في سورية.
تقع بلدية عبر بيت سيف في سهل الغاب على بعد 8 كم إلى الشمال الغربي من مدينة السقيلبية وتبعد عن حماة 65 كم.
تتبع للبلدية مجموعة من القرى والمزارع وترتبط بقرية عين الكروم بطريق عام يبلغ طوله 5 كم وكذلك ترتبط بقرية حورات عمورين بطريق بطول 6 كم.
تتأثر البلدية بمناخ المنطقة وهو حار صيفاً وبارد شتاءً والرياح غربية ذات سرعة متوسطة، وتقع ضمن سهل الغاب وهي ذات أراضي خصبة.
يمتاز سكان القرية بالطابع الريفي ومعظمهم من الفلاحين الذين يعملون بالزراعة بنسبة 85% .
ويعتمد الوضع الاقتصادي في البلدية على الزراعة المروية وأهمها ( القمح- الشوندر- القطن 000) وبنسبة قليلة من الأشجار المثمرة.
ويوجد ضمن مجال البلدية تلال أثرية قديمة تعد مواقع أثرية وتاريخية باقية على وضعها الراهن دون اكتشاف.
تقوم بلدية عبر بيت سيف بتقديم مجموعة من الخدمات والاحتياجات اليومية للمواطنين.
كافة القرى والمزارع منورة ومغطاة بشبكة الكهرباء العامة ويوجد مركز هاتف آلي في مجال البلدية ومعظم المنازل والقرى التابعة للبلدية مغطاة بشبكة الهاتف الأرضي كما أن كافة القرى والمزارع التابعة للبلدية مغطاة بشبكة مياه الشرب.